# ایالت راخین
ایالت راخین (آراکان) از ایالات کشور میانمار است. مرکز این ایالت شهر سیتوه است.